# 左耳朵耗子
左耳朵耗子（1976年—2023年5月13日），本名陈皓，男，中国大陆程序员、技术专家和企业家，著有《左耳听风：传奇程序员练级攻略》 。

## 生平
陈皓毕业后最初在一家银行工作，负责网络和办公系统的运维工作。然而，由于对工作缺乏兴趣，他辞职前往上海开启了IT职业生涯。他先后在多家企业工作，包括亚马逊中国、阿里巴巴和汤森路透等公司。
2002年，陈皓在CSDN上开设了博客，随后创建了技术博客“酷壳”（Coolshell）。
2015年，陈皓创立了北京重载智子科技有限公司（MegaEase），完成了三轮融资，陈皓作为法定代表人，持股比例80%。该公司还是全国高新技术企业认定管理工作领导小组办公室认定的高新技术企业。
2023年5月13日，陈皓因突发心梗去世，享年47岁。消息一出，很多开发者在其个人社交媒体和博客下留言悼念。